# Loboplusia pokhara
Loboplusia pokhara là một loài bướm đêm trong họ Noctuidae.